# Линия МЦД-1
Линия МЦД-1 (также — Белору́сско-Савёловский диаметр или Первый диаметр) — первая линия Московских центральных диаметров, запущенная 21 ноября 2019 года. Маршрут, связывающий подмосковные города Одинцово и Лобню, пролегая через территорию Москвы и Долгопрудного, соединяет Белорусское и Савёловское направления Московской железной дороги. Таким образом, МЦД-1 соединяет центр Москвы с районами на севере города и с районами на западе города. Маршрут имеет длину 52 км и насчитывает 25 (в перспективе будет 28) действующих остановочных пунктов. Маршрут имеет 10 (в перспективе будет 12) остановочных пунктов с пересадкой на станции московского метрополитена, МЦК и железнодорожные платформы радиальных направлений. Время движения электропоезда по маршруту составляет 1 час 28 минут, интервал движения в час-пик — 6 минут. На схемах и указателях обозначается кодом  и цветом физалиса (жёлто-оранжевым).

## Строительство и реконструкция
К запуску движения на первом диаметре на всех платформах и станциях были установлены погодные модули или навесы, стелы экстренного вызова, лавочки, урны и кассовые окна для маломобильных групп населения.
Капитальная реконструкция в рамках организации МЦД затронула платформы Хлебниково, Водники, Долгопрудная, Новодачная и станцию Лобня.
Платформы Смоленского направления от Белорусского вокзала до станции Одинцово были реконструированы в 2016—2018 годах в рамках строительства третьего пути.
13 апреля 2019 года началось строительство платформы Славянский бульвар, на которой организован тёплый переход на одноимённую станцию метро. 29 июня 2020 года станция открылась.
27 мая 2019 года был открыт остановочный пункт Инновационный центр Сколково взамен платформы Трёхгорка.
В августе 2019 года началось строительство распределительного зала для пассажиров (конкорса) на остановочном пункте Сетунь, где установят эскалаторы, лифты, будет создана безбарьерная среда. Реконструированная станция была сдана 30 июня 2020 года.
В апреле — октябре 2019 года на Белорусском вокзале были сооружены две дополнительные платформы и четыре тупиковых пути для пригородных электропоездов, отправляющихся от вокзала на Смоленское направление, что позволило разгрузить транзитные платформы. 2 октября 2019 года был открыт отдельный пригородный павильон площадью 426 м², из которого имеется выход на площадь Тверской Заставы и улицу Грузинский Вал, минуя старое здание Белорусского вокзала. В павильоне имеются билетные кассы и автоматы, турникеты, электронные информационные табло, помещения для контролёров и другая необходимая инфраструктура.
21 ноября 2019 года открыто движение по D1.

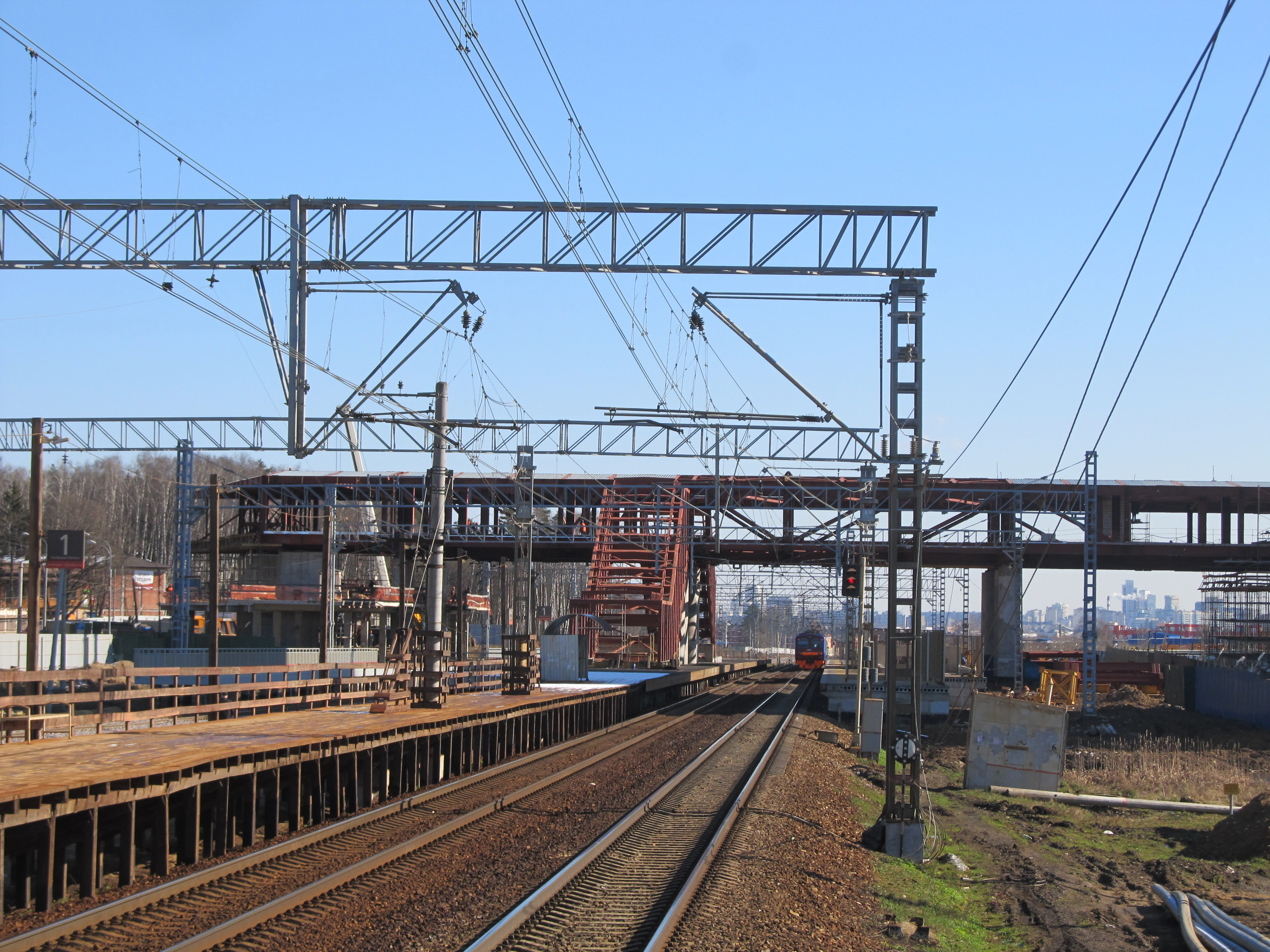
Строительство платформы Инновационный центр Сколково
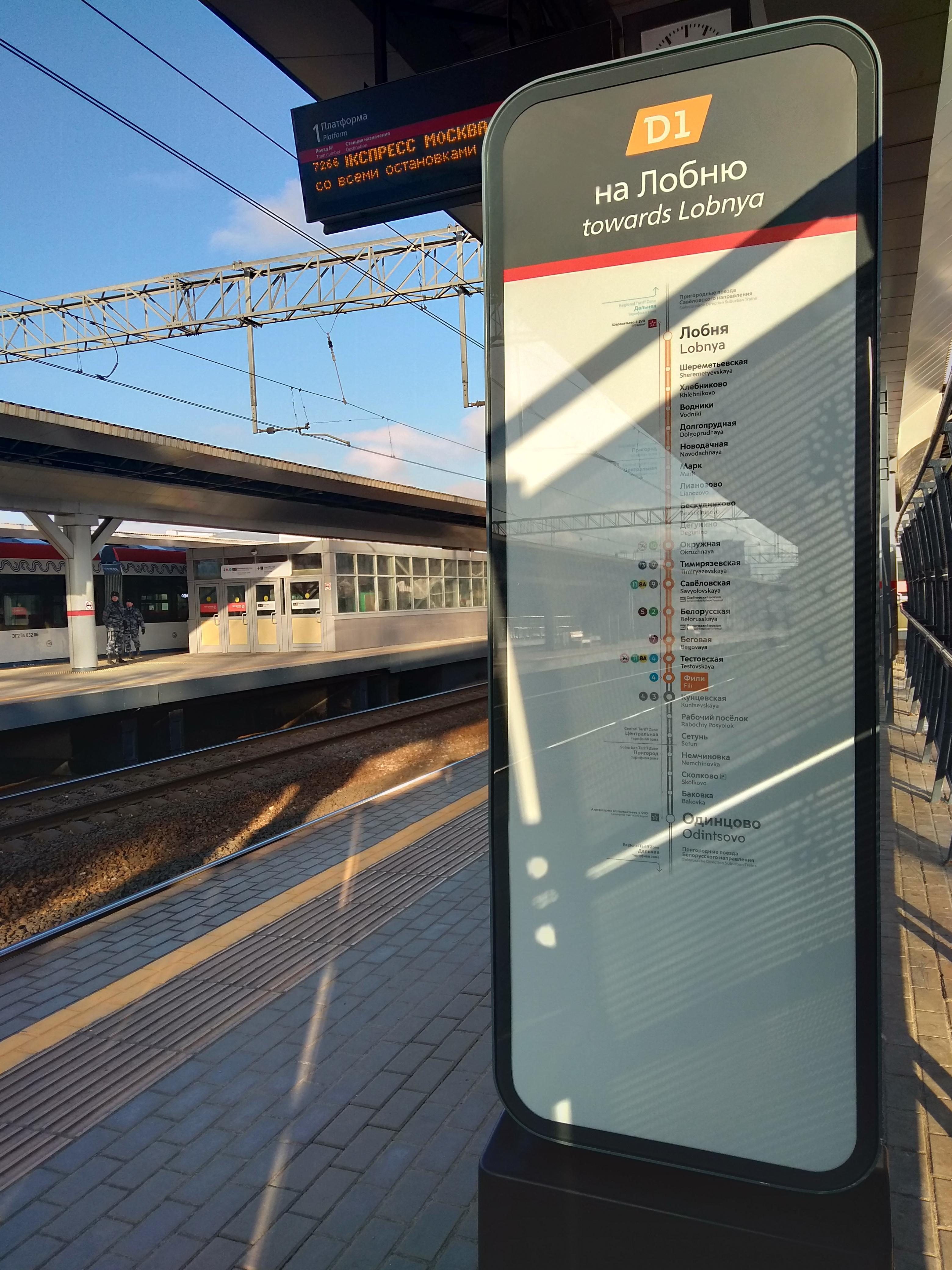
Маршрутный указатель МЦД-1 на станции Фили
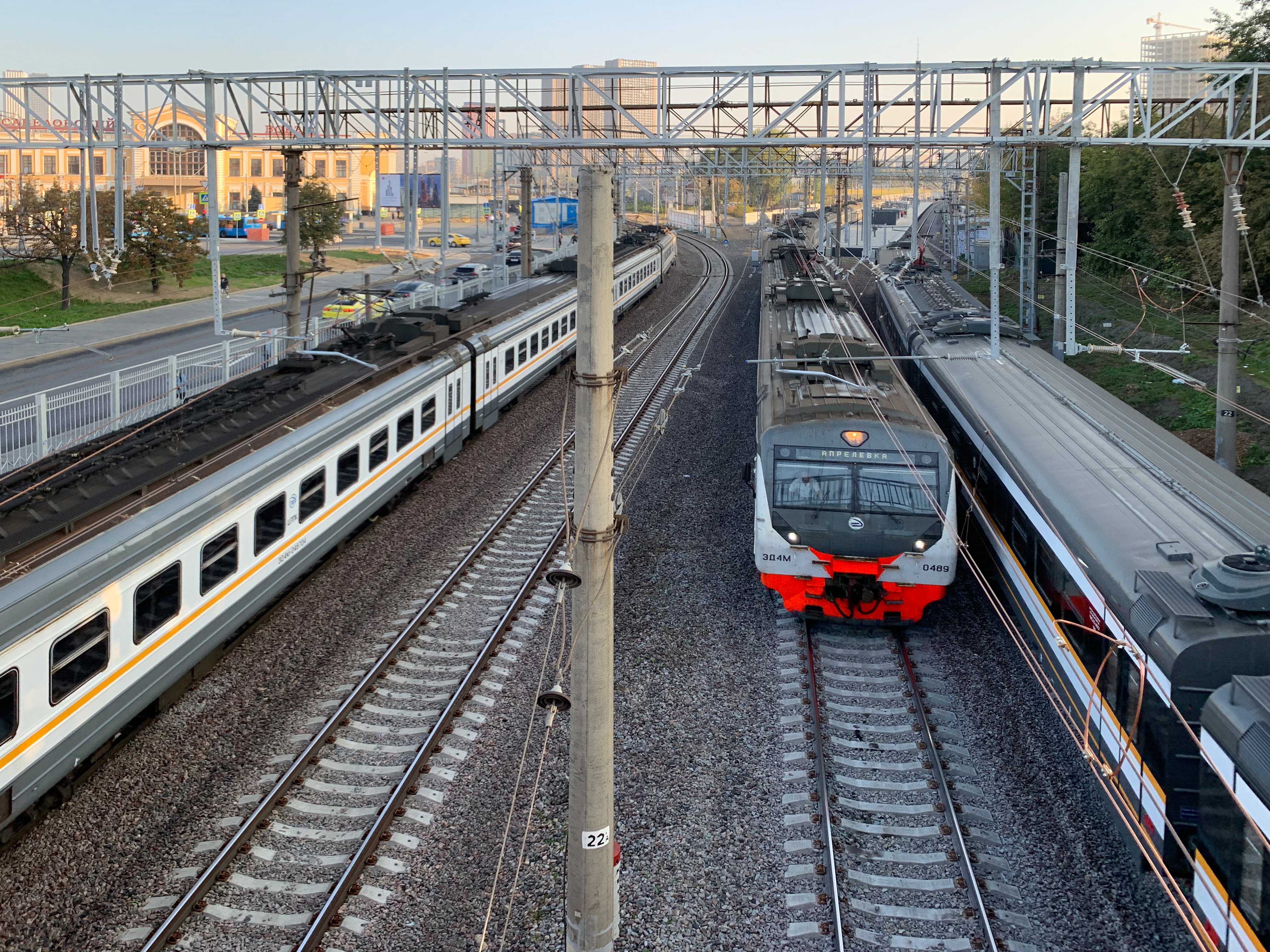
Развилка МЦД1 (слева) и МЦД4 в районе станции «Савёловская» в Москве

В 2020 году началась реконструкция Баковки. Реконструированная станция была сдана 14 января 2021 года.
В 2020 году началось строительство платформ Петровско-Разумовская и Дмитровская, а также реконструкция Тимирязевской.
В 2023-2024 годах осуществлена реконструкция станции Лианозово.

## Перспективы
- В рамках создания единого пересадочного узла между МЦД-1 и МЦД-4 производится реконструкция станции Беговая, окончание которой планируется на 2025 год[19].
- В рамках создания пересадки на станцию Москва-Сити линии МЦД-4 производится реконструкция станции Тестовская, окончание которой планируется на 2026 год[20]. После окончания реконструкции название станции будет изменено на Москва-Сити.
- Планируется построить новые остановочные пункты: Петровско-Разумовская (2025 год), Дмитровская, Илимская (после 2025 года)[21][22].
- Будут перенесены и реконструированы станции Марк и Бескудниково (срок не определен)[23].
- В будущем на Савёловском направлении появятся 3-й и 4-й главные пути, на которые будет вынесена линия МЦД-1[24].

## График движения
В сутки по полному маршруту курсирует 40 пар электропоездов МЦД (без учёта обычных пригородных и частично обслуживающих маршрут поездов Аэроэкспресса) c тактовым интервалом в 30 минут: от станции Одинцово первый поезд отправляется в 5:11, последний — в 0:41; от станции Лобня — в 5:03 и 0:48 соответственно (последний поезд МЦД из Лобни отправляется с интервалом в 45 минут после предпоследнего). Прибытие последнего поезда в Одинцово производится в 2:16, а в Лобню — в 2:08 ночи соответственно. Время в пути составляет 1 час 27 — 1 час 28 минут, время стоянки для перехода или смены локомотивной бригады на станции Одинцово — 10 минут, а на станции Лобня — 25 минут. Таким образом, полный оборот с учётом стоянок на конечных станциях поезд производит за 3 часа 30 минут, а на полном маршруте одновременно работает 7 составов.
Кроме электропоездов МЦД, в тактовом режиме с интервалом в 30 минут на участке Одинцово — Окружная курсируют электропоезда компании Аэроэкспресс, следующие на данном участке со всеми остановками кроме платформы Тимирязевская по обычному тарифу, а на участке Москва-Смоленская — Лобня в тактовом режиме курсируют обычные электропоезда. При этом поезда Аэроэкспресса и поезда МЦД идут друг за другом с одинаковым интервалом в 15 минут, в то время как тактовые электропоезда Савёловского направления в направлении Лобни следуют через 10 минут после поезда МЦД и за 5 минут до Аэроэкспресса, а в направлении Москвы — через 5 минут после Аэроэкспресса и за 10 минут до поезда МЦД. В сутки по маршруту Одинцово — Москва курсирует 40 пар аэроэкспрессов (при этом последний поезд от Одинцово идёт до Белорусского вокзала, а от Окружной до вокзала идёт 41-й рейс), а по маршруту Лобня — Москва — 40 поездов до Москвы и 38 обратно. Остальные поезда Белорусского и Савёловского направлений, обслуживающие другие маршруты, курсируют в интервалах между вышеуказанными.
C 21 декабря 2019 года по выходным отменено 36 поездов, с ростом интервала прямых поездов от Лобни до Одинцово вечером по выходным дням с 25 до 90 мин.

## Подвижной состав
По состоянию на середину августа 2022 года, рейсы МЦД обслуживают 10 изначально семивагонных составов ЭГ2Тв «Иволга» модификации 2.0 приписки моторвагонного депо имени Ильича (ТЧ-50), которые со 2 декабря 2019 года курсируют в сдвоенном режиме 6+5, на данный момент составы ходят в размере из 11 вагонов, а также в первое время до поступления новых поездов — несколько обычных одиннадцативагонных составов серии ЭП2Д. В перспективе на маршруте будет задействовано 11 составов «Иволга» в обороте, 2 состава резервных. На прочих пригородных рейсах, за исключением Аэроэкспресса, маршрут обслуживают обычные одиннадцативагонные или десятивагонные электропоезда серий ЭД4М, ЭД2Т и ЭП2Д из депо имени Ильича (ТЧ-50) и Лобня депо Лобня (ТЧ-14). Рейсы Аэроэкспресса обслуживают шестивагонные электропоезда ЭШ2 «Евразия», заменившие восьмивагонные либо десятивагонные ЭД4МКМ-АЭРО из депо Ильича.
| Тип электропоезда                   | Количество вагонов в составе | Годы                                                                                                |
| ----------------------------------- | ---------------------------- | --------------------------------------------------------------------------------------------------- |
| Обслуживающие маршрут МЦД-1         |                              | |
| ЭГ2Тв «Иволга» (версия 1.0)         | 6, 6+5, 11                   | 2019, 2020, 2023                                                                                    |
| ЭГ2Тв «Иволга» (версия 2.0)         | 7, 6+5, 11                   | 2019—н. в.                                                                                          |
| ЭП2Д                                | 9—11                         | 2019—н. в.                                                                                          |
| ЭП2Д «РЭКС»                         | 11                           | 2020—2023 2023—н.в.                                                                                 |
| Обслуживающие другие маршруты       |                              | |
| ЭГ2Тв «Иволга» (базовая версия 0.0) | 5 (только Усовский маршрут)  | 2019—н. в.                                                                                          |
| ЭП2Д                                | 9—11                         | 2019—н. в.                                                                                          |
| ЭД2Т                                | 10—11                        | 2019—2020                                                                                           |
| ЭД4М                                | 10—11                        | 2019—2021, 7 марта 2024—н. в. (РЖД; от Москвы-Белорусской до Гагарина с 2024 года) 2019—2025 (ЦППК) |
| ЭД4МКМ-АЭРО                         | 8—10                         | 2019                                                                                                |
| ЭШ2                                 | 6                            | 2019—н. в.                                                                                          |

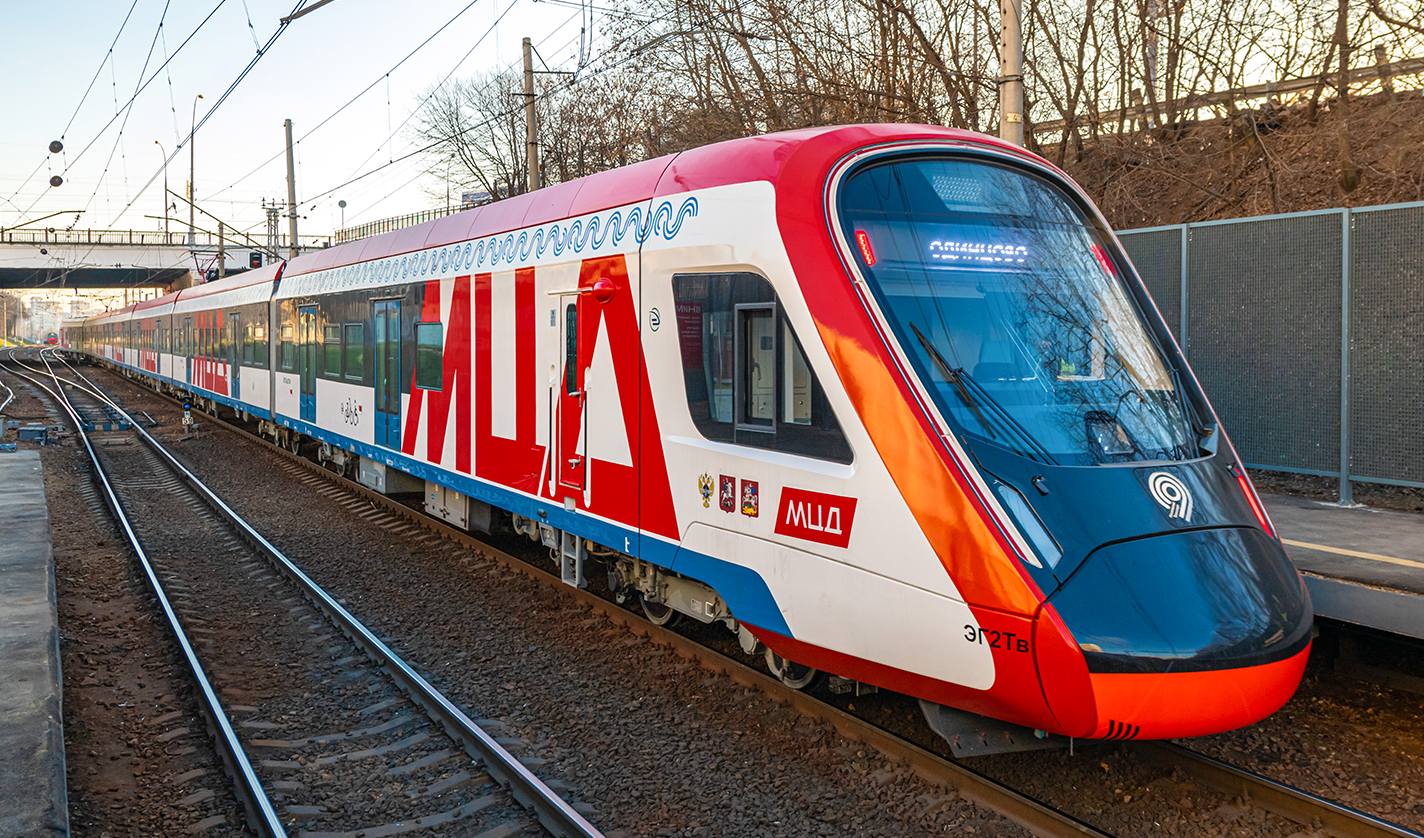
ЭГ2Тв версии 2.0 в одиночной семивагонной составности отправляется от платформы Беговая (Белорусское направление)
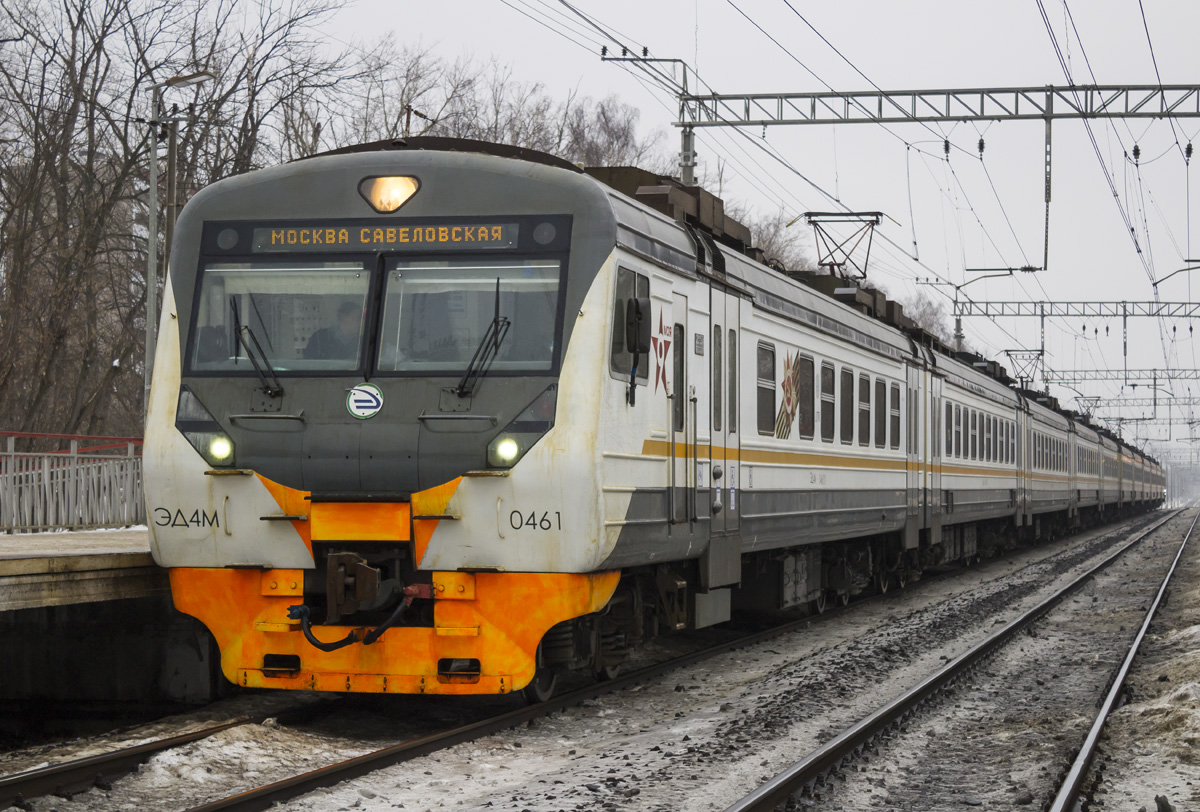
Исторический подвижной состав: ЭД4М-0461 на платформе Дегунино (Савёловское направление)
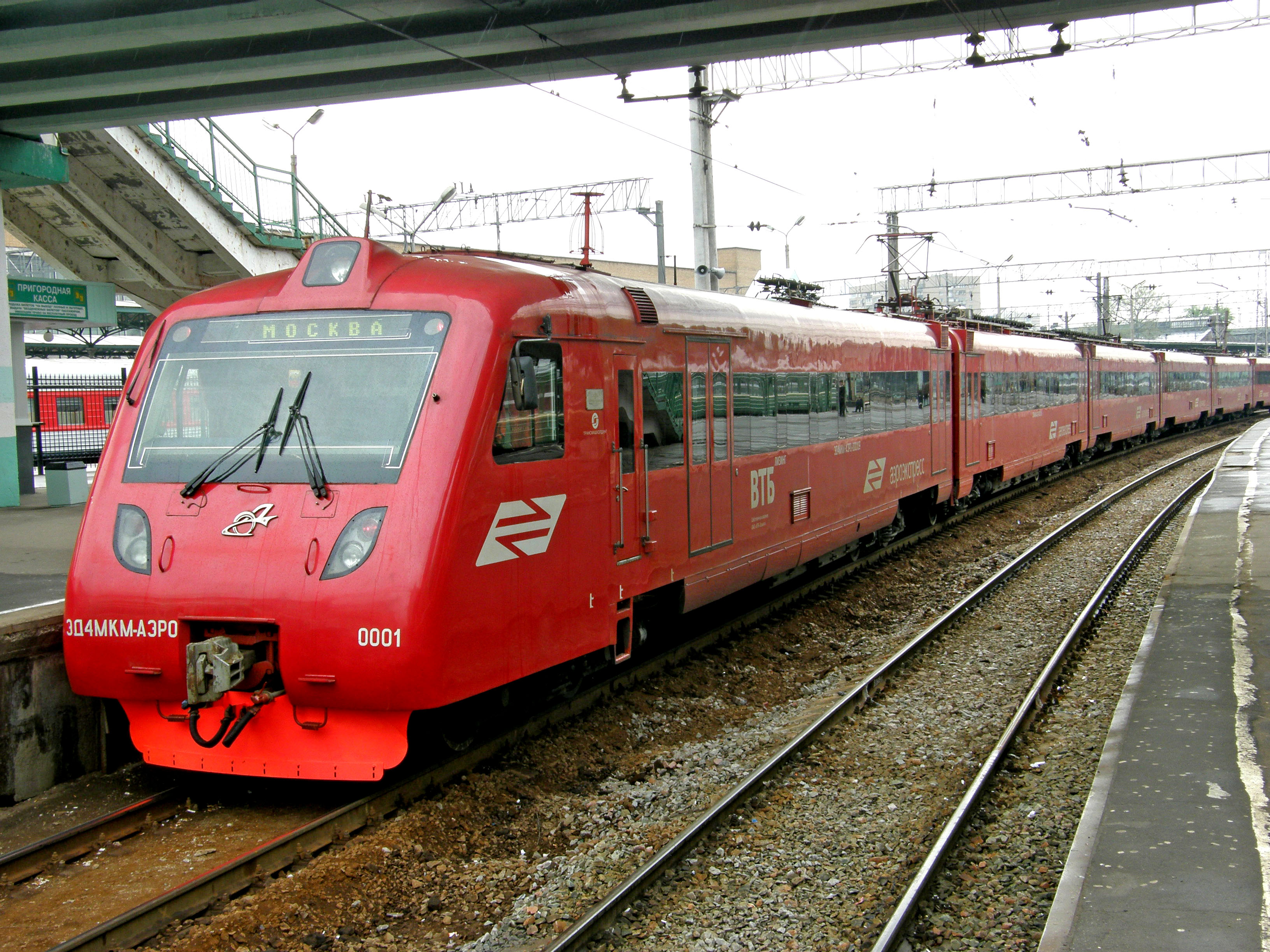
Исторический подвижной состав: ЭД4МКМ-АЭРО-0001 на Белорусском вокзале

## Станции
Курсивом выделены строящиеся линии и станции.
|        | Название платформы Прежние названия | Дата открытия платформы | Дата открытия в составе МЦД | Пере- садки | Координаты | Вид станции |
| ------ | ----------------------------------- | ----------------------- | --------------------------- | ----------- | ---------- | ----------- |
| @D1 01 | Одинцово                            | 1870                    | 21 ноября 2019              |             |            |             |
| @D1 02 | Баковка                             | 1894                    | 21 ноября 2019              |             |            |             |
| @D1 03 | Сколково                            | 27 мая 2019             | 21 ноября 2019              |             |            |             |
| @D1 04 | Немчиновка                          | 20 мая 1875             | 21 ноября 2019              |             |            |             |
| @D1 05 | Сетунь                              | 1932                    | 21 ноября 2019              |             |            |             |
| @D1 06 | Рабочий Посёлок                     | 1951                    | 21 ноября 2019              |             |            |             |
| @D1 07 | Кунцевская                          | 1874                    | 21 ноября 2019              | 03 04 11    |            |             |
| @D1 08 | Славянский бульвар                  | 29 июня 2020            | 29 июня 2020                | 03          |            |             |
| @D1 09 | Фили                                | 1902                    | 21 ноября 2019              | 04          |            |             |
| @D1 10 | Тестовская (Москва-Сити)            | 1927                    | 21 ноября 2019              | 4А 8А 14 D4 |            |             |
| @D1 11 | Беговая                             | 1949                    | 21 ноября 2019              | 07          |            |             |
| @D1 12 | Белорусская (Белорусский вокзал)    | 1870                    | 21 ноября 2019              | 02 05 D4    |            |             |
| @D1 13 | Савёловская (Савёловский вокзал)    | 1902                    | 21 ноября 2019              | 09 11 D4    |            |             |
| @D1 14 | Тимирязевская                       | 1985                    | 21 ноября 2019              | 09          |            |             |
| @D1 15 | Окружная                            | 1911                    | 21 ноября 2019              | 10 14       |            |             |
| @D1 16 | Дегунино                            | 1973                    | 21 ноября 2019              |             |            |             |
| @D1 17 | Бескудниково                        | 1901                    | 21 ноября 2019              |             |            |             |
| @D1 18 | Лианозово                           | 1913                    | 21 ноября 2019              | 10          |            |             |
| @D1 19 | Марк                                | 1901                    | 21 ноября 2019              |             |            |             |
| @D1 20 | Новодачная                          | 1964                    | 21 ноября 2019              |             |            |             |
| @D1 21 | Долгопрудная                        | 1914                    | 21 ноября 2019              |             |            |             |
| @D1 22 | Водники                             | 1951                    | 21 ноября 2019              |             |            |             |
| @D1 23 | Хлебниково                          | 1901                    | 21 ноября 2019              |             |            |             |
| @D1 24 | Шереметьевская                      | 1901                    | 21 ноября 2019              |             |            |             |
| @D1 25 | Лобня                               | 1901                    | 21 ноября 2019              |             |            |             |

На данный момент первый диаметр является единственным, с которого нет пересадки на третий (у Курско-Рижского диаметра есть пересадки на Ленинградский и Казанский вокзалы, у Калужско-Нижегородского, помимо пересадки на вокзалы, есть пересадка между Перово и Чухлинкой).

## Разгрузка линий метро
На 6% северный участок Серпуховско-Тимирязевкой линии метро.
На 11% Филёвскую линии метро.
На 10% северо-западный участок Таганско-Краснопресненской линии метро.
На 12% западный участок Арбатско-Покровской линии метро.